# Otón de Lippe-Brake
El Conde Otón de Lippe-Brake (21 de diciembre de 1589-18 de noviembre de 1657, Blomberg) fue el primer gobernante del Condado de Lippe-Brake.

## Biografía
Otón nació el 21 de diciembre de 1589 como hijo del Conde Simón VI y de su esposa, Isabel de Holstein-Schaumburg (n. 1556).
Cuando su padre murió en 1613, su hermano mayor Simón VII asumió el gobierno del país, mientras que su hermano menor Felipe I se trasladó a Bückeburg, donde más tarde fundó la línea de Schaumburg-Lippe. En 1621, el condado fue dividido de nuevo, y Otón recibió su propia parte y fundó la línea de Lippe-Brake, que se extinguiría en 1709.
Otón murió el 18 de noviembre de 1657 en Blomberg.

## Matrimonio e hijos
El 30 de octubre de 1626, contrajo matrimonio con Margarita de Nassau-Dillenburg (6 de septiembre de 1606,  Beilstein - 1661), una hija del Conde Jorge de Nassau-Dillenburg, con quien tuvo los siguientes hijos:
- Casimiro (1627-1700), desposó en 1663 a la Condesa Amalia de Sayn-Wittgenstein-Homburg (1642-1683).
- Amalia (20 de septiembre de 1629-19 de agosto de 1676), desposó al Conde Hermán Adolfo de Lippe-Detmold (1616-1666).
- Sabina (1631-1684)
- Dorotea (23 de febrero de 1633-1706), desposó en 1665 al Conde Juan de Kunowitz (1624-1700).
- Guillermo (1634-1690), desposó en 1667 a la Condesa Ludovica Margarita de Bentheim-Tecklenburg.
- Mauricio (1635-1666)
- Federico (1638-1684), desposó en 1674 a Sofía Luisa de Schleswig-Holstein-Sonderburg-Beck (1650-1714).
- Otilia (1639-1680), desposó en 1667 al Duque Federico de Löwenstein-Wertheim-Virneburg (1629-1683).
- Jorge (1642-1703), desposó en 1691 a Marie Sauermann (f. 1696).
- Augusto (1643-1701)